# Mikrometarski vijak
Mikrometarski vijak je sprava za mjerenje vrlo malenih duljina. Sastoji se od precizno izrađena vijka maloga hoda, koji se okreće u cilindarskoj matici. Na matici su naznačeni dijelovi okretaja. Zakretanjem vijka dovodi se graničnik u dodir s predmetom ili slikom predmeta koji se mjeri, a iz broja okretaja vijka određuje se mjerena duljina. Mikrometarski vijak sastavni je dio mnogih instrumenata, na primjer mikroskopa i teleskopa, pomičnih mjerila za precizno određivanje debljine ploča ili promjera šipki i tako dalje.
Mikrometarski vijak je mjerni instrument kojem je točnost očitanja mjerne vrijednosti do 0,01 mm. Slično pomičnom mjerilu, mikrometarski vijak se sastoji od nepomičnog i pomičnog dijela. Umjesto da klizi, pomični se dio miče pomoću vijka. Mjerenje duljina pomoću vijka zasniva se na proporcionalnosti između translacijskog pomaka vijka i kuta zakretanja vijka. Kad se vijak okreće u matici, njegov pomak očitava se na nepomičnoj skali tako da se prati pomak ruba bubnja. Hod vijka (translacijski pomak za puni okret) iznosi točno 0,5 mm. Budući da je skala na bubnju podijeljena na 50 djelića, moguće je mjeriti duljinu do točnosti očitanja od 0,01 mm, što je peterostruko točnije od mogućnosti koju pruža pomično mjerilo.
Tijelo kojemu se mjere dimenzije, stavi se između nakovnja i vijka (pomični dio), a vijak se približava tijelu sve dok ga ne dodirne. Dodir mora biti lagan da se tijelo ne bi deformiralo. Poželjno je da pritisak bude uvijek jednak. Da se to postigne, mikrometarski vijak se okreće isključivo pomoću zupčastog kotačića sa zaporom, koji klikne kad pritisak pomičnog dijela na tijelo dosegne određenu vrijednost. Nakon toga nema potrebe više okretati nazubljenu glavu jer sigurnosni mehanizam mikrometarskog vijka sprječava daljnje stezanje. Bubanj s rotirajućom nonius skalom ne smije se dirati!
Nepomična skala je linijama podijeljena na dužine duljine 0,5 mm, a na obodu bubnja se nalazi linearna skala s oznakama od 0 do 50. Gornje linije označavaju pune milimetre. Okretanjem bubnja za puni krug, on se pomakne za pola milimetra te je potrebno na nepomičnoj skali označiti i polovice milimetra.

## Povijest
Prvi mikrometarski vijak je napravio engleski astronom William Gascoigne u 17. stoljeću. On ga je koristio na teleskopu, da bi mjerio kut između zvijezda. Prilagodbu na ručni mjerni instrument je napravio Jean Laurent Palmer, u Parizu 1848., pa ga Francuzi i danas nazivaju palmer.

## Podjela mikromaterskih vijaka
Osnovna podjela mikrometarskog vijka je s obzirom na način mjerenja:
- mikrometarski vijak za vanjska mjerenja (za mjerenje debljine žice, osovina, vanjskog promjera valjaka i cijevi)
- mikrometarski vijak za unutarnja mjerenja (unutrašnji promjer cijevi ili ležaja)
- mikrometarski vijak – dubinomjer (za mjerenje dubine utora ili navoja)

### Posebni tipovi mikromaterskih vijaka
- specijalni mikrometarski vijak za očitavanje unutarnjih mjera
- kombinacija mikrometarskog vijka i dvokrakog mjerila za precizno očitavanje unutarnjih mjera
- specijalni mikrometarski vijak za mjerenje debljine lima
- specijalni mikrometarski vijak za mjerenje dubina
- specijalni mikrometarski vijak za mjerenje promjera koraka navoja
- mikrometarski vijak s izmjenjivim čepovima za proširenje mjernog područja

## Vanjske poveznice
|  | Zajednički poslužitelj ima još gradiva o temi Mikrometarski vijak |